# Kazimierz Przerwa-Tetmajer
Kazimierz Przerwa-Tetmajer (12. února 1865, Ludźmierz na Podhalí – 18. ledna 1940, Varšava) byl polský básník, prozaik a dramatik, jeden z představitelů období tzv. Mladého Polska.

## Život
Pocházel ze šlechtické rodiny s velkými kulturními tradicemi. Jeho otec Adolf Tetmayer (nebo Tettmayer) von Przerwa byl poslancem Haličského zemského sněmu. Gymnázium vystudoval v Krakově, kam se s rodinou přestěhoval, a zde také v letech 1884–1886 studoval filosofii na Jagellonské univerzitě. Jako redaktor působil střídavě ve Lvově, Krakově, Varšavě a v Zakopaném a spolupracoval s varšavským Tygodnikiem Ilustrowanym, s Kurierem Warszawskim a s krakovským "Czasem".

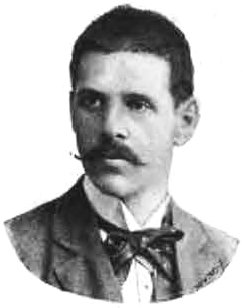
Kazimierz Przerwa-Tetmajer v roce 1893

Cestoval po Itálii, Švýcarsku, Francii a Německu a seznámil se s tehdejšími uměleckými a myšlenkovými proudy. V Heidelbergu působil jako osobní sekretář Adama Krasińského. Navštěvoval také Tatry a Podhalí.
Po roce 1918 se usadil natrvalo ve Varšavě. Roku 1921 se stal prezidentem Společnosti polských spisovatelů a novinářů (Towarzystwo Literatów i Dziennikarzy Polskich). Byl přesvědčen, že umění je jediná trvalá hodnota. Za své dílo obdržel několik vyznamenání, roku 1934 se stal čestným členem Polské literární akademie.
Od roku 1924 přestal být v důsledku duševní choroby literárně i společensky činný. Choroba se postupně zhoršila tak, že žil díky sociální pomoci a zemřel téměř opuštěn v důsledku onemocnění hypofýzy a chudokrevnosti. Pochován byl nejprve na Powazkowském hřbitově ve Varšavě, později na Hřbitově zasloužilých v Zakopaném.

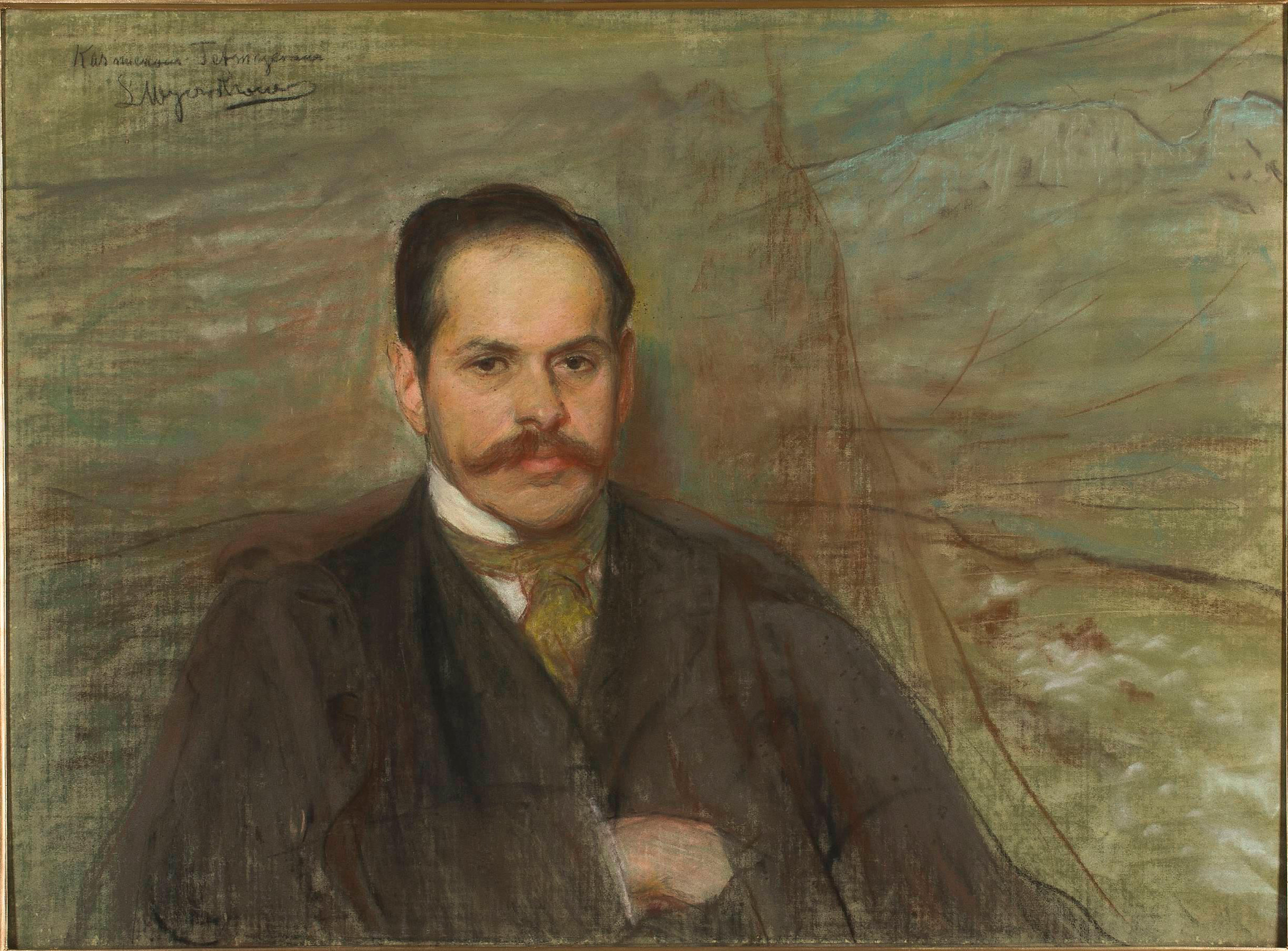
Kazimierz Przerwa-Tetmajer kolem roku 1901 na obraze Leona Wyczółkowského

Przerwa-Tetmajer je jedním z nejtypičtějších básnických představitelů počátků hnutí Mladé Polsko. Po začátcích v duchu pozitivismu vystihl v 90. letech velmi dobře nálady své generace ve své dekadentní, krajně individualistické ale i impresionistické, erotické a melancholické lyrice. Inspiračním zdrojem byla pro něj tatranská příroda, folklór a odbojné tradice horalů, což skvěle zpodobnil v cyklech svých povídek. Méně zdařila byla jeho díla ze současnosti a jeho dramatická tvorba.

## Výběrová bibliografie
- Illa (1886), báseň v próze.
- Allegoria (1887), báseň.

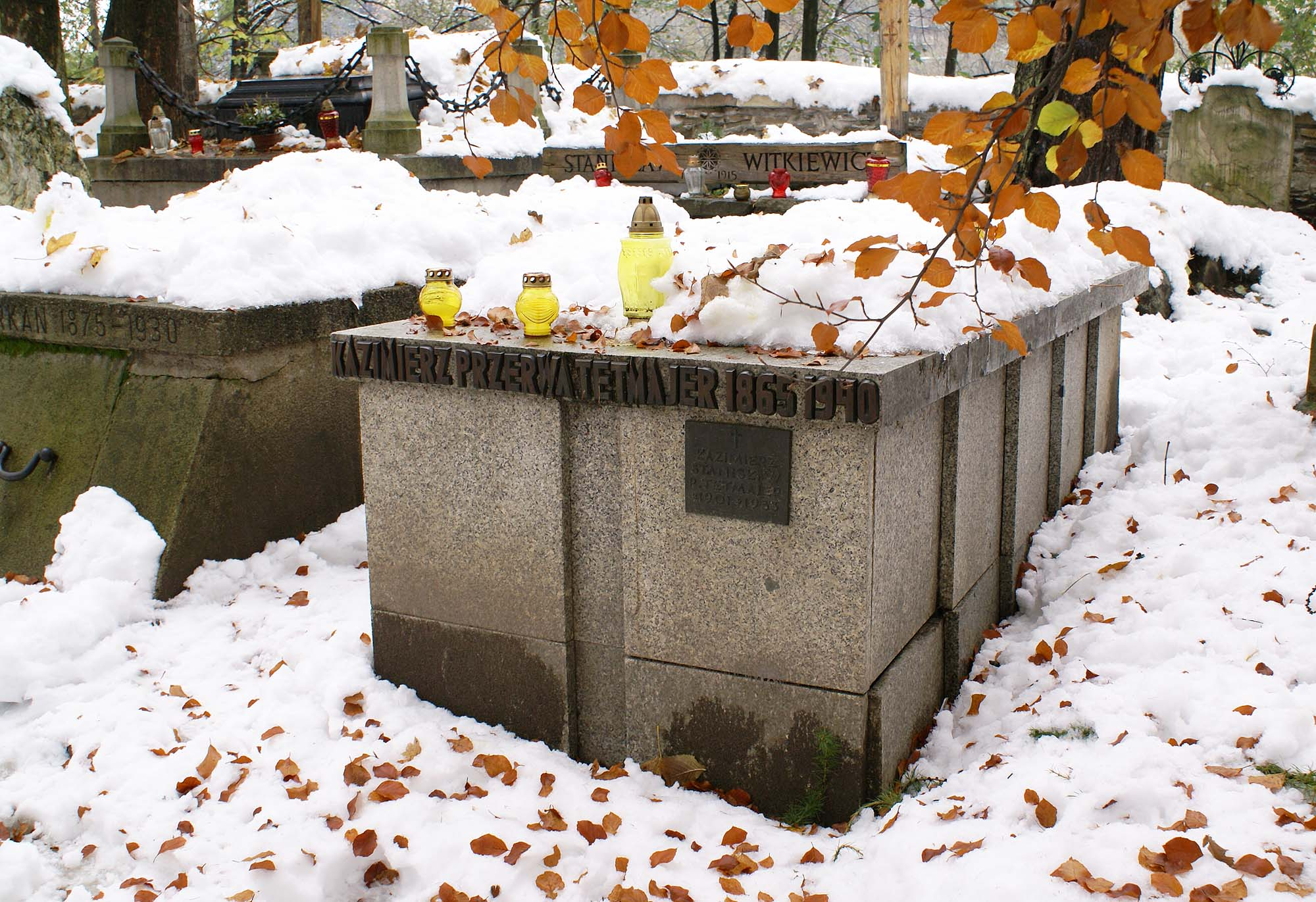
Tetmajerův hrob v Zakopaném

- Poezje I. (1891, Básně I.), první svazek osmidílného cyklu poezie se silnými sociálními akcenty.
- Poezje II. (1894, Básně II.), druhý svazek osmidílného cyklu poezie s filosofickými tématy.
- Ksiądz Piotr (1896, Kněz Petr), novela.
- Anioł śmierci (1898, Anděl smrti), román.
- Poezje III. (1898, Básně III.), třetí svazek osmidílného cyklu poezie.
- Melancholia (1899, Melancholie), sbírka básnických próz.
- Otchłań (1900, Propast), fantasie psychologická.
- Poezje IV. (1900, Básně IV.), čtvrtý svazek osmidílného cyklu poezie.
- Panna Mery (1901, Slečna Mery), román.
- Zawisza Czarny (1901, Záviš Černý), dramatická fantazie o hrdinovi Bitvy u Grunwaldu Závišovi Černém z Gabrowa.
- Hasła (1901, Hesla), básnická sbírka.
- Na skalnym Podhalu I.-V. (1903-1910, Na skalném Podhalí I.-V.), pětidílný povídkový cyklus (jednotlivé díly 1903, 1904, 1906, 1908 a 1910, souborné vydání 1914), napsaný s folklórní autentičností, nářeční stylizací a věrným vystižením psychiky svobodomyslných horalů s jejich drobnými dramaty a tragédiemi.
- Zatracenie (1905, Zatracení), román.
- Poezje V. (1905, Básně V.), pátý svazek osmidílného cyklu poezie.
- Poezje VI. (1906, Básně VI.), šestý svazek osmidílného cyklu poezie.
- Bajeczny świat Tatr (1906, Pohádkový svět Tater), národopisný spis.
- Poezje współczesne (1906, Současné básně), básnická sbírka.
- Rewolucja (1906), divadelní hra.
- Z wielkiego domu (1908, Z velikého domu), satirické obrázky ze života haličské aristokracie.
- Król Andrzej (1908, Král Ondřej), fantastický román.
- Maryna z Hrubego (1910), historická próza o rolnickém povstání Kostky Napierského roku 1651 na Podhalí, první díl románu Legenda Tater.
- Janosik Nędza Litmanowski (1911, Jánošík Nouze Litmanowski), druhá část románu Legenda Tater s lidovým mstitelem pojmenovaným podle Juraje Jánošíka, který trestá šlechtu za nelidské týrání vzbouřených horalů. Jméno zbojníkovo je autorovou licencí, neboť v doslovu o tom říká: Dal jsem mu jméno Jánošíka, chtěje vytvořit polského Jánošíka – protože skutečný Jánošík byl Slovák.
- Gra fal (1911, Hra vln), fantastický román.
- Romans panny Opolskiej z panem Główniakiem (1912, Román šlechtičny s venkovským učitelem), satirický román.
- Legenda Tatr (1912, Legenda Tater), souborné vydání próz Maryna z Hrubego a Janosik Nędza Litmanowski, česky také jako Tatranští hrdinové.
- Poezje VII. (1913, Básně VII.), sedmý svazek osmidílného cyklu poezie
- Koniec epopei I.-IV. (1913-1917, Konec epopeje I.-IV.), čtyřdílný románový cyklus z napoleonských válek.
- Tryumf (1916, Triumf), povídky.
- Judasz (1917), tragédie.
- Aforyzmy (1918, Aforismy).
- Poezje VIII. (1924, Básně VIII.), poslední osmý svazek osmidílného cyklu poezie.

## Filmové adaptace
- Romans panny Opolskiej (1928), polský němý film, režie Władysław Lenczewski.
- Balada o Vojtovej Marine (1964), slovenský televizní film, režie Martin Ťapák.
- Janosik (1973), polský televizní seriál na motivy románu Legenda Tater, režie Jerzy Passendorfer.
- Janosik (1974), filmová verze televizního seriálu z roku 1973, režie Jerzy Passendorfer.
- Mysliwy (1974), polský televizní film, režie Krzysztof Wierzbianski.
- Krutá ľúbosť (1978), slovenský film na motivy povídky Sivé oči, režie Martin Ťapák.
- Legenda Tatr (1995), polský film, režie Wojciech Solarz.
- Trzy upadki świętego (2018), polský film podle povídky O ludzkiej biedzie, režie Jacek Januszyk.

## Česká vydání
- Kněz Petr a jiné povídky, Praha: Jan Otto 1898, přeložil František Josef Pavlišta.
- Anděl smrti, Praha: Josef R. Vilímek 1901, přeložil František Josef Pavlišta.[9]
- Propast, Praha: Josef R. Vilímek 1902, přeložila Pavla Maternová.
- Melancholie, Praha: Josef Svoboda 1903, přeložil Karel Rieger, sbírka novel, listů z cest, dramat a jedné bajky s nádechem pesimismu a melancholie.[10]
- Na skalném Podhalí, Praha: Jan Otto 1908, přeložil František Vondráček, tři svazky, znovu 1920–1921.[11]
- Zatracení, Hradec Králové: Bohdan Melichar 1911, přeložil František Vondráček.
- Z velikého domu, Praha: Zář 1911, překladatel neuveden.
- Na skalném Podhalí, Praha: Antonín Svěcený 1913, přeložil František Homolka, výbor.
- Tatranští hrdionové, Praha: Josef R. Vilímek 1914, přeložil František Vondráček.
- Poezie I., Praha: Jan Otto 1915, přeložil František Kvapil, první část výboru autorových básní, obsahuje Kresby a problémy, Jak tančil Janošík s císařovnou, Tatry a Nálady a reflexe.
- Poezie II., Praha: Jan Otto 1916, přeložil František Kvapil, druhá část výboru autorových básní, obsahuje Michal Angelo, Různé básně, Erotika a Z Italie.[12]
- Román šlechtičny s venkovským učitelem, Praha: Alois Hynek 1919, přeložil Jan Břežan, znovu 1941.
- Legenda Tater, Praha: Melantrich 1953, přeložil Jaroslav Janouch.